# Diacarnus erythraeanus
Diacarnus erythraeanus är en svampdjursart som beskrevs av Michelle Kelly-Borges och Jean Vacelet 1995. Diacarnus erythraeanus ingår i släktet Diacarnus och familjen Podospongiidae.
Artens utbredningsområde är Saudiarabien. Inga underarter finns listade i Catalogue of Life.